# Négresse Colas
Négresse Colas, de son vrai nom Manicheca Colas, a vu le jour à Port-au-Prince le 19 novembre 1995. Elle est slameuse, poétesse, entrepreneure et féministe engagée.

## Biographie
Née à Port-au-Prince en 1995, Négresse Colas est la cadette d'une famille de cinq enfants, fille de Wilfrid Colas et de Marie-Marthe Eliassaint Colas. Elle grandit dans une famille religieuse et fait ses études primaires et secondaires au Collège Verena de l’Armée du Salut situé à Delmas. En juillet 2013, elle poursuit ses études universitaires à INUKA en étudiant les sciences comptables. Elle est également maquilleuse et fondatrice de MC’s Beauty Academy,.  
Son amour pour la littérature se manifeste dès l'âge de quatorze ans. En 2019, Colas publie son premier recueil de poème Mes marques, mon histoire. Elle reçoit au cours de cette même année, le premier prix de la saison des lettres congolaises avec son titre Le prix d’une déception,. 
Elle a été en résidence artistique au Centre Pen Haïti du 2 février jusqu’au 1er mars 2022, dans le cadre du programme des droits humains et des perspectives des femmes.

## Œuvres

### Poésie
- Mes marques, mon histoire, 2019.

### Nouvelles
- Le prix d’une déception (2019), inédit.
- Dernière soirée. Une soirée haïtienne, 2020

### Collectifs
- Tu ne liras plus mon âme, Pou bòzò et Te diront-ils que. Voix de femmes, Anthologie de poésie féminine contemporaine. Textes sélectionnés par Dierf Dumène et Raynaldo Pierre-Louis. Port-au-Prince: Plimay, 2020.
- Jours confisqués, Survivance. Collectif. Port-au-Prince: Éditions Couleur d’encre, 2020 (à paraître).

### Distinctions
- 2019 : Prix de la saison des lettres congolaises[4].